# ۷۳۵ (قمری)
۷۳۵ (قمری)، هفتصد و سی و پنجمین سال در گاهشماری هجری قمری است. اول محرم این سال برابر با نهم سپتامبر سال ۱۳۳۴ میلادی است.

## وابسته
- شیخ صفی‌الدین اردبیلی